# North Keeling
Pour les articles homonymes, voir Keeling.
North Keeling est un atoll corallien inhabité, d'une superficie d'environ 1,2 km² ; il est situé à environ vingt-cinq kilomètres au nord de l'île Horsburgh. C'est la terre émergée la plus au nord de l'archipel australien des Cocos. L'atoll et sa périphérie (jusqu'à 1,5 km du littoral) forment le parc national de Pulu Keeling. North Keeling comprend une île en forme de « C », en fait un anneau corallien presque refermé avec une petite ouverture d'environ cinquante mètres, du côté est. Le lagon a une superficie d'environ 0,5 km2. L'île abrite la seule population subsistante de Gallirallus philippensis andrewsi, une sous-espèce menacée de rallidés, ainsi que d'importantes colonies d'oiseaux de mer.

## Histoire
L'archipel a probablement été découvert par les Européens en 1609, au cours d'un voyage effectué par le capitaine William Keeling entre l’île de Java, qui faisait alors partie des Indes orientales néerlandaises, et les îles Britanniques. North Keeling a été dessinée par le capitaine suédois Ekeberg en 1749. Elle apparaît également sur une carte réalisée par l'hydrographe britannique Alexander Dalrymple en 1789.

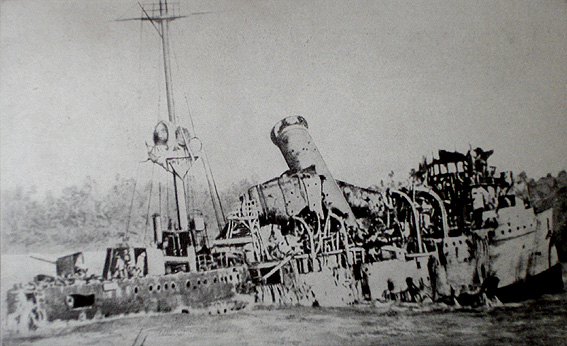
Épave de l’Emden.

Le 9 novembre 1914, au terme de la bataille des îles Cocos, le capitaine du croiseur léger allemand SMS Emden, Karl von Müller (en), échoua son bateau à North Keeling après avoir subi de graves dommages au cours d'un combat avec le croiseur léger australien HMAS Sydney. Il se rendit peu après, mais une partie de son équipage se cacha dans l'île ; leurs squelettes furent retrouvés et enterrés par la suite. Le retour des rescapés de l’Emden en Europe à bord de la goélette Ayesha a été raconté dans un ouvrage publié en Allemagne en 1915. Une entreprise japonaise a démoli une partie de l'épave de l’Emden en 1950.

## Le parc national de Pulu Keeling
En 1986, un accord a été trouvé entre le ministère australien de l'Environnement et la population locale, en vue de restreindre la chasse aux oiseaux de mer. Après le passage du cyclone John, en 1989, la colonie de fous à pieds rouges ayant été ravagée, la chasse de cette espèce a été suspendue, et n'a pas repris depuis. 
Le parc national de Pulu Keeling (Pulu Keeling National Park) a été créé le 12 décembre 1995. La décision de protéger l'île a été prise pour plusieurs raisons : elle sert de lieu de reproduction à de nombreuses espèces d'oiseaux de mer et de tortues marines ; elle abrite également deux espèces endémiques de l'archipel des Cocos : le râle Gallirallus philippensis andrewsi et le poisson-ange Centropyge colini. L'atoll est également classé au titre de la convention de Ramsar sur les zones humides depuis le 17 mars 1996,.